# وودبرن (شهرستان فرفکس، ویرجینیا)
وودبرن شهرستان فرفکس (به انگلیسی: Woodburn) یک منطقهٔ مسکونی در ایالات متحده آمریکا است که در شهرستان فرفکس، ویرجینیا واقع شده‌است. وودبرن شهرستان فرفکس ۷٫۲۵ کیلومتر مربع مساحت و ۸٬۴۸۰ نفر جمعیت دارد و ۸۸٫۳۹ متر بالاتر از سطح دریا واقع شده‌است.